# Liste des maires d'Arcachon
La liste des maires d'Arcachon présente la liste des maires de la commune française d'Arcachon, sous-préfecture de la Gironde en région Nouvelle-Aquitaine.

## La mairie

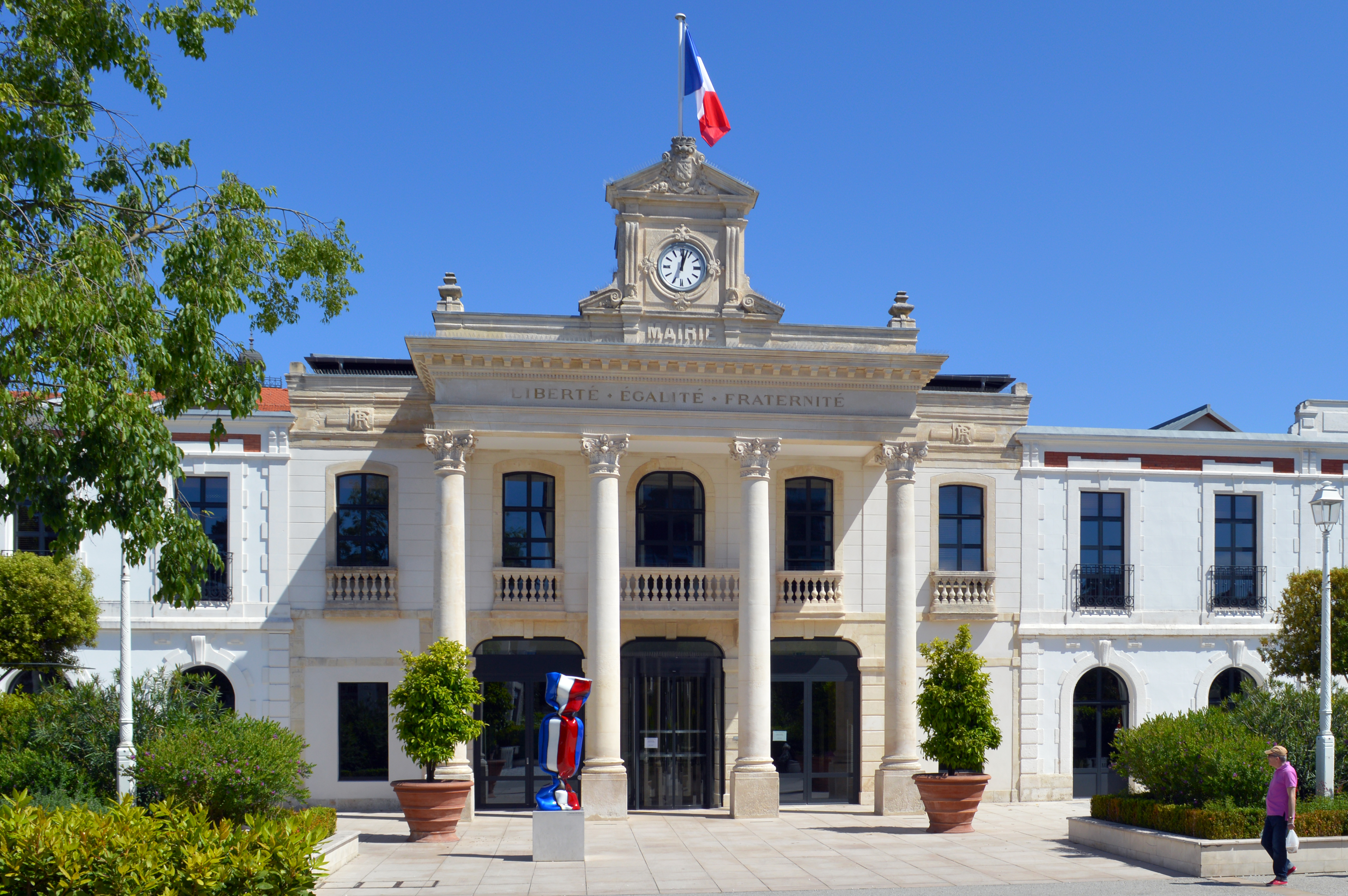
La mairie d'Arcachon.

## Liste des maires
Depuis 1857, année de création de la commune, vingt-et-un maires se sont succédé.

### De 1857 à 1945
| Période           | Période                       | Identité                               | Étiquette          | Qualité |
| ----------------- | ----------------------------- | -------------------------------------- | ------------------ | --- |
| 23 mai 1857       | 11 septembre 1865             | Alphonse Lamarque                      |                    | Ethnologue Maire de Cocumont (1850 → 1852) Maire de La Teste (1852 → 1857)                                                                                                  |
| 11 septembre 1865 | 20 février 1869 (démission)   | Charles Héricart de Thury (1817-1878)  |                    | Vicomte de Thury, propriétaire |
| 20 avril 1869     | 22 novembre 1870 (révocation) | Jean Mauriac                           |                    | Banquier, propriétaire |
| 30 novembre 1870  | 30 avril 1871                 | Adalbert Deganne                       |                    | Ingénieur civil |
| 7 mars 1871       | 5 février 1874 (révocation)   | Jean Mauriac                           |                    | Banquier, propriétaire |
| 14 février 1874   | 22 novembre 1874              | Louis-Alexandre Lafont (1830-1875)     |                    | Banquier, scientifique et propriétaire |
| 30 novembre 1874  | 15 septembre 1876             | Alphonse Lamarque                      |                    | Ethnologue |
| 8 octobre 1876    | 4 février 1880 (démission)    | Adalbert Deganne                       |                    | Ingénieur civil |
| 22 février 1880   | 23 janvier 1881               | Gustave Hameau (1827-1901)             |                    | Médecin, fils de Jean Hameau Maire de La Teste (1857 → 1862) |
| 23 janvier 1881   | 29 septembre 1886             | Georges Méran (1843-1923)              |                    | Avocat |
| 19 décembre 1886  | 28 juillet 1888 (démission)   | François Grenier (1829-1896)           |                    | Ostréiculteur et hôtelier Officier du Mérite agricole (1889) |
| 28 juillet 1888   | 16 février 1890               | Jean-Eugène Ormières (1823-1900)       |                    | Ingénieur, architecte et entrepreneur de travaux publics |
| 27 mars 1890      | 15 mai 1892                   | Eugène Ravaux                          |                    | Dessinateur des Ponts et Chaussées puis officier militaire |
| 15 mai 1892       | 6 mai 1897 (décès)            | Charles Denys de Damrémont (1855-1897) | Républicain rallié | Comte de Damrémont Conseiller d'arrondissement (1895 → 1897) |
| 26 juin 1897      | 17 juillet 1922 (démission)   | James Veyrier-Montagnères (1852-1934)  | ARD                | Agent de change et propriétaire à Bordeaux Conseiller général de la Teste-de-Buch (1899 → 1904) Conseiller général d'Arcachon (1906 → 1925) Officier de la Légion d'honneur |
| 17 juillet 1922   | 20 octobre 1929 (démission)   | Ramon Bon                              | AD                 | Agent de location Conseiller général d'Arcachon (1925 → 1931) |
| 20 octobre 1929   | 15 avril 1938 (démission)     | Marcel Gounouilhou                     | RG                 | Propriétaire viticulteur Patron de presse, directeur de La Petite Gironde Député du Gers (1919 → 1924) Conseiller général d'Arcachon (1931 → 1939)                          |
| 16 avril 1938     | 16 mai 1941 (révocation)      | André Frisch de Fels                   | Rép.nat.           | Comte de Fels, publiciste Député de Seine-et-Oise (Versailles-1) (1928 → 1932) Conseiller général d'Arcachon (1939 → 1940) Maire de Saint-Hilarion (1920 → 1932)            |
| 16 mai 1941       | 23 août 1944                  | Gabriel Martin (1881-1959)             |                    | Chanoine, instituteur et directeur d'école Nommé par le gouvernement de Vichy                                                                                               |
| 23 août 1944      | 18 mai 1945                   | Édouard de Luze                        |                    | Propriétaire, président du Comité local de Libération |

### Depuis 1945
| Période      | Période                   | Identité                  | Étiquette                     | Qualité |
| ------------ | ------------------------- | ------------------------- | ----------------------------- | --- |
| 18 mai 1945  | 27 mars 1977              | Lucien de Gracia          | RPF puis RS puis UNR puis UDR | Chef d'entreprise Sénateur de la Gironde (1948 → 1951) Député de la Gironde (1951 → 1955 et 1958 → 1962) Conseiller général d'Arcachon (1945 → 1967) |
| 27 mars 1977 | 22 mai 1985 (démission)   | Robert Fleury (1921-2010) | DVD puis UDF-PR               | Médecin biologiste Conseiller général d'Arcachon (1973 → 1979 et 1985 → 1998) |
| 22 mai 1985  | 24 mars 2001              | Pierre Lataillade         | RPR                           | Professeur d'anglais Député européen (1986 → 1994 et 1997 → 1999) Député de la Gironde (7e circ.) (1978 → 1981) Conseiller général d'Arcachon (1979 → 1985) |
| 24 mars 2001 | En cours (au 26 mai 2020) | Yves Foulon               | RPR puis UMP-LR               | Avocat Député de la Gironde (8e circ.) (2012 → 2017) Conseiller régional de Nouvelle-Aquitaine (2021 → ) Conseiller général d'Arcachon (1998 → 2012) Président de la CA Bassin d'Arcachon Sud (2008 → 2012) 1er vice-président de la CA Bassin d'Arcachon Sud (2014 → 2020) 2e vice-président de la CA Bassin d'Arcachon Sud (2020 → ) Président du SIBA (2020 → ) Réélu pour le mandat 2020-2026 |

## Conseil municipal actuel
Les 33 sièges composant le conseil municipal d'Arcachon ont été pourvus le 15 mars 2020 lors du premier tour de scrutin. Actuellement, il est réparti comme suit : 